# Kasseburg
Kasseburg (historisch auch „Caßeburg“) ist eine Gemeinde im Kreis Herzogtum Lauenburg in Schleswig-Holstein.

## Geographie

### Lage
Das Gebiet der Gemeinde Kasseburg liegt am nördlichen Rand des Sachsenwalds, etwa neun Kilometer nordwestlich der Stadt Schwarzenbek im südöstlichen Teil des Naturraums Ostholsteinisches Hügel- und Seenland, eines Teilgebietes des Schleswig-Holsteinischen Hügellandes.

### Wohnplätze
Die Gemeinde Kasseburg umfasst die Wohnplätze des namensgebenden Dorfes und der Häusergruppe Ödendorf.

## Geschichte
Das Dorf wurde im Jahr 1230 im Ratzeburger Zehntregister zum ersten Mal urkundlich erwähnt.

## Politik

### Gemeindevertretung
Bei der Kommunalwahl am 14. Mai 2023 wurden insgesamt neun Sitze vergeben. Von diesen erhielt die Freie Wählergemeinschaft Kasseburg sechs Sitze und die Bürgerliste Kasseburg drei Sitze.

### Wappen
Blasonierung: „Von Grün und Gold schräglinks im Wellenschnitt geteilt. Oben eine silberne Burgruine mit Feldsteinsockel, unten ein grüner Kirschzweig mit drei roten Kirschen.“

### Verwaltung
Seit 1962 wird Kasseburg durch das Amt Schwarzenbek-Land kommunal verwaltet.

## Sehenswürdigkeiten
Unmittelbar an der Gemeindegrenze zu Kasseburg knapp zwei Kilometer ostnordöstlich des Dorfes kurz vor der Mündung der Fribek in den Mühlengraben befindet sich mit dem Runwall ein abgetragener slawischer Burgwall aus dem späten 8. Jahrhundert in der Nachbargemeinde Kuddewörde. Er ist anhand des Baumbewuchses auf Luftbildern gut zu erkennen. Die größte Ausdehnung der ovalen Innenfläche beträgt 80 Meter.